# Hermann Maas (Politiker)
Hermann Maas (* 28. März 1898 in Lüchow; † 10. November 1980 in Hamburg) war ein deutscher Politiker (NSDAP). Von 1937 bis 1945 war er Oberbürgermeister von Delmenhorst und Emden.

## Leben
Maas war der Sohn des Postassistenten Hermann Maas. Im Ersten Weltkrieg meldete er sich nach Abschluss der Oberrealschule im Mai 1915 kriegsfreiwillig und diente bis zum Dezember 1918 als Dragoner und Flugzeugführer im Deutschen Heer. Nach Kriegsende absolvierte er dann in Kiel eine Ausbildung zum Ingenieur an der Höheren Schiffs- und Maschinenbauschule und studierte anschließend noch Volkswirtschaft. Danach war er zeitweise als Schiffbauingenieur und Direktionsassistent bei den Deutschen Werken Kiel (DWK). Schließlich war er vom 1. Dezember 1925 bis zum 10. August 1932 Syndikus des Kreishandwerkerverbandes Segeberg. In dieser Zeit war er zum 1. Februar 1931 in die NSDAP (Mitgliedsnummer 431.695) sowie in die SA eingetreten, in der ihm bis April 1937 als Hauptsturmführer ein Reserve-Sturmbann unterstand. Ebenfalls im Januar wurde er zum Bürgermeister der Stadt Bad Bramstedt gewählt; dieses Amt übte er vom 11. August 1932 bis zum 12. November 1933 aus. Im November 1933 wurde Maas auf Anordnung des preußischen Innenministeriums als Bürgermeister in Emden eingesetzt. Unter seiner Leitung konnte die Stadt in den folgenden Jahren eine planvolle Schuldentilgung betreiben, allerdings befand sich Maas – wie auch vorher schon in Bad Bramstedt – fortgesetzt im Konflikt mit der örtlichen NSDAP-Kreisleitung, wodurch das Ansehen der Emdener NSDAP litt. Reichsstatthalter und Gauleiter Carl Röver verfügte daher im April 1937 die Versetzung von Maas nach Delmenhorst. Als Hauptmann der Reserve diente Maas dann vom 22. August 1939 bis zum 8. Januar 1943 in der Wehrmacht, danach führte er sein Amt als Delmenhorster Oberbürgermeister bis zum 23. Mai 1945 weiter. An diesem Tag wurde er durch die Britischen Militärbehörden seiner Dienststellung enthoben.
Mit dem Bescheid des Entnazifizierungs-Hauptausschusses der Stadt Delmenhorst wurde Maas, der seine Mitgliedschaft in der NSDAP im Rückblick immer nur als „eine rein formale“ bezeichnete, 1949 in die Kategorie IVa (Unterstützer des Nationalsozialisten) eingestuft mit dem Zusatz, er dürfe in keiner leitenden Stellung der Verwaltung mehr tätig sein.